# Parahiekeia
Parahiekeia is een kevergeslacht uit de familie van de boktorren (Cerambycidae). De wetenschappelijke naam van het geslacht werd voor het eerst geldig gepubliceerd in 1977 door Breuning.

## Soorten
Parahiekeia is monotypisch en omvat slechts de volgende soort:
- Parahiekeia hebridarum Breuning, 1977